# ناحیه پاکواچ
ناحیه پاکواچ (به لاتین: Pakwach District) یک منطقهٔ مسکونی در اوگاندا است که در استان شمالی، اوگاندا واقع شده‌است.